# Järvenoja-Möllby pappersbruk
Järvenoja – Möllby pappersbruk var ett lumppappersbruk som under åren 1764–1819 verkade i Lundo och 1821-1854 i S:t Karins, främst för det Frenckellska tryckeriets behov.

## Historia
Finlands andra papperskvarn efter Tomasböle pappersbruk, vars verksamhet hade upphört 1713, grundades år 1762 i Järvenoja by i Brunkala kapell i Lundo socken (nu Aura kommun). Pappersbruket grundades av åboköpmannen Jacob Bremer och hans svåger Hans Henrik Wittfooth. Privilegiet beviljades 1762 och verksamheten kom igång i december 1764. Man hade då åtta arbetare och lika många lumpsamlare. Bruket utrustades med en vals, 16 stampar och en kyp.  År 1765 arrenderade Bremer och Johan Christopher Frenckell akademitryckeriet i Åbo och papperet från Järvenoja användes där. Frenckells son, Johan Christopher Frenckell, som var akademiboktryckare från år 1786, köpte sig ensamrätten till Järvenoja bruk år 1792. 
Till en början kom brukets mästare från Sverige men 1785 anställdes Ephraim Hellsten från Messukylä. Han hade utbildats bland annat på Tumba pappersbruk. Åbo hallrätt utfärdade 1794 för honom ett pappersmästarebrev och han blev därmed den ende i Finland som på pappersområdet hade utbildats från lärling till mästare. Han ledde verksamheten i Järvenoja till sin död 1814.
Vattenflödet i Järvenoja minskade med åren och därmed möjligheten till en jämn produktion. Frenckells änka Margareta Elisabet Björman köpte därför år 1819 Möllby kvarnställe på ön Kakskerta. Hon fick 1820 tillstånd att flytta pappersbruket från Järvenoja till Möllbyn där papperstillverkningen kom igång 1821 med två valsar, två kypar och ett vattenhjul. Produktionen gällde mest tryckpapper och i någon mån skrivpapper. Efter sonen  J. C. Frenckells köp av Tammerfors pappersbruk minskade familjens intresse för Möllby men en liten produktion upprätthölls till år 1850. Då såldes pappersbruket till boktryckaren Johan Wilhelm Lillja och hans affärskompanjoner. År 1851 förnyades anläggningen helt med bland annat en vattenturbin och tre valsar. Bruket motsvarade inte ägarnas förhoppningar och lades ned 1854.